# Suzuki Jimny
El Suzuki Jimny/Chevrolet Samurai para el mercado colombiano, Chevrolet Jimny para Venezuela, Suzuki Samurai para Europa y América también conocido en España como Suzuki Santana por ser fabricado y ensamblado en la planta de Linares, y como Chevrolet Samurai al ser ensamblado en la planta de Bogotá de GM, es un automóvil todoterreno pequeño producido por el fabricante japonés Suzuki.
Además de ser fabricado en Japón, fue ensamblado y producido en distintos lugares con diversos niveles de integración de piezas locales. Este vehículo de pequeñas dimensiones, con un precio asequible y bajo consumo de combustible, fue uno de los que inició en otros mercados europeos y sudamericanos la tendencia de vender los todoterrenos como vehículos "de ocio" y "de imagen", más allá del carácter puramente profesional y utilitario que tenían hasta entonces en dichos mercados.
La historia de Suzuki Todo Terreno data a partir del año 1958. El Suzuki Jimny tiene ya 4 generaciones. En un principio esta se adquirió los derechos de la empresa Hope Motor Company, bajo la cual le dio el nombre a su primer vehículo todoterreno, el ON360.[cita requerida]

## Primera generación (1970-1981)
Durante la década de 1970, varios fabricantes europeos, temerosos de la competencia de los automóviles japoneses, consiguieron que sus respectivos estados establecieran restricciones a comercialización de vehículos extranjeros, discriminando según su procedencia, esto se llevó a cabo mediante el establecimiento de cuotas de importación, las que fueron especialmente restrictivas con los vehículos de origen japonés. Simultáneamente, se estableció como normativa para Europa que para homologar como europeo un vehículo debía tener como mínimo un 60% de los elementos fabricados localmente, atendido su valor, el que se fue incrementando hasta un 80% en la medida que las tasas de desempleo locales se incrementaron a dos dígitos durante los años 1990.
Los constructores japoneses buscaron formas de eludir estas restricciones a fin de satisfacer un mercado europeo que se encontraba ávido de vehículos baratos y confiables, algo que buena parte de los fabricantes europeos no estaban en condiciones de ofrecer en esa época. De este modo, varias empresas japonesas pronto celebraron "joint-ventures" con numerosas empresas europeas que en ese momento necesitaban cuantiosas inversiones en infraestructura y tecnología para mantenerse competitivas.
Honda, por ejemplo, comercializó su versión europea del Honda Ballade bajo el nombre de Triumph Acclaim, fabricando el coche en el Reino Unido en conjunto con Rover (automóvil).[cita requerida]

## Segunda generación (1981-1998)
Suzuki, por su parte, se asoció en 1985 con la empresa española Santana Motor S.A., la que en ese momento se encontraba enfrentando una severa crisis producto del término de su larga relación con la empresa inglesa Land Rover y la pérdida de contratos importantes con el ejército español y otros importantes compradores. Esta sociedad hispano - japonesa ha resultado hasta finales de 2009 resultó un fiasco para la empresa española. De hecho en la actualidad están en litigios por incumplimiento de contrato por parte de los Japoneses.
Fabricado en Japón, ha sido lanzado el New Jimny para el mercado mundial.

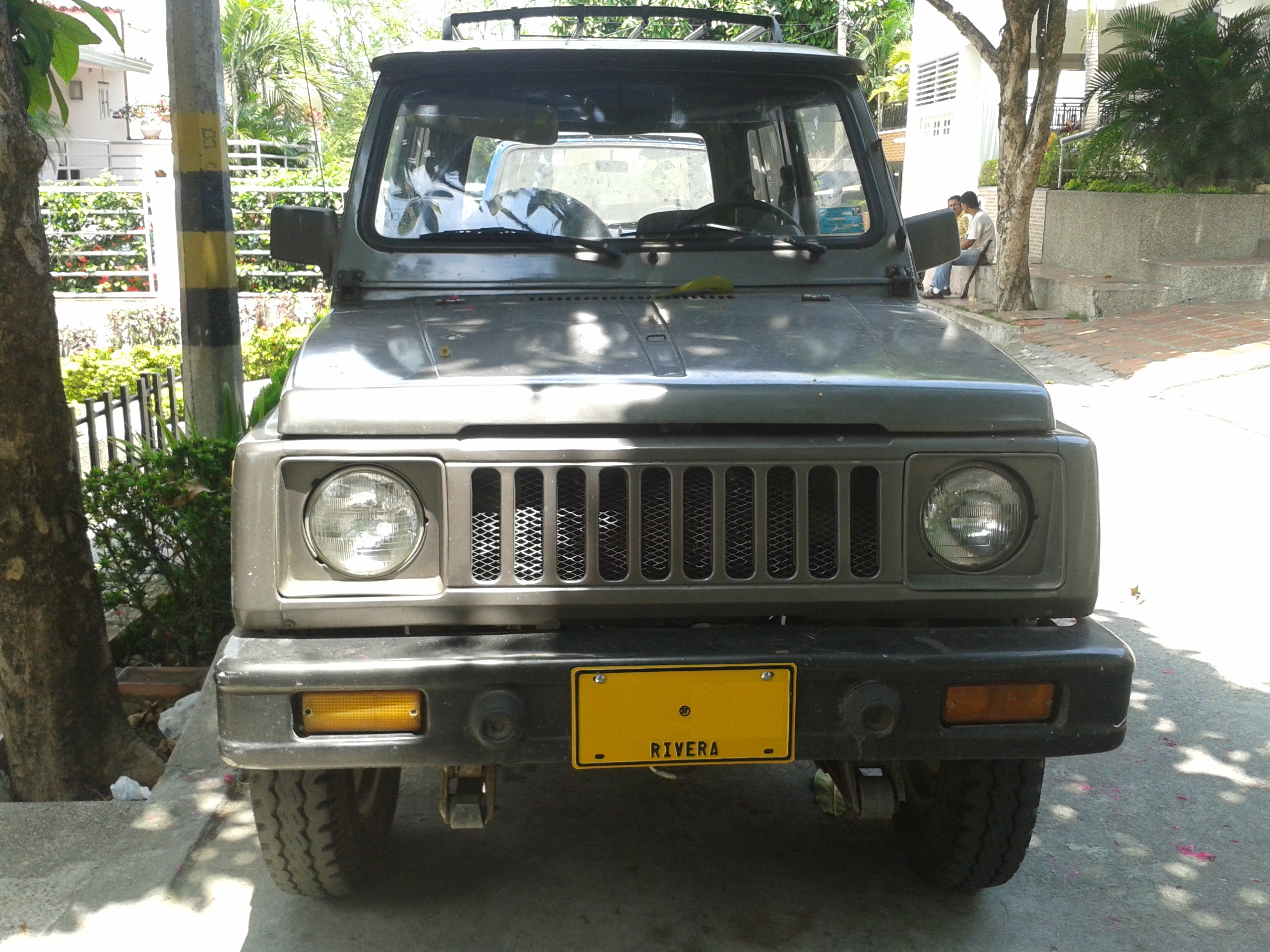
Campero Suzuki SJ 410 Modelo 1982
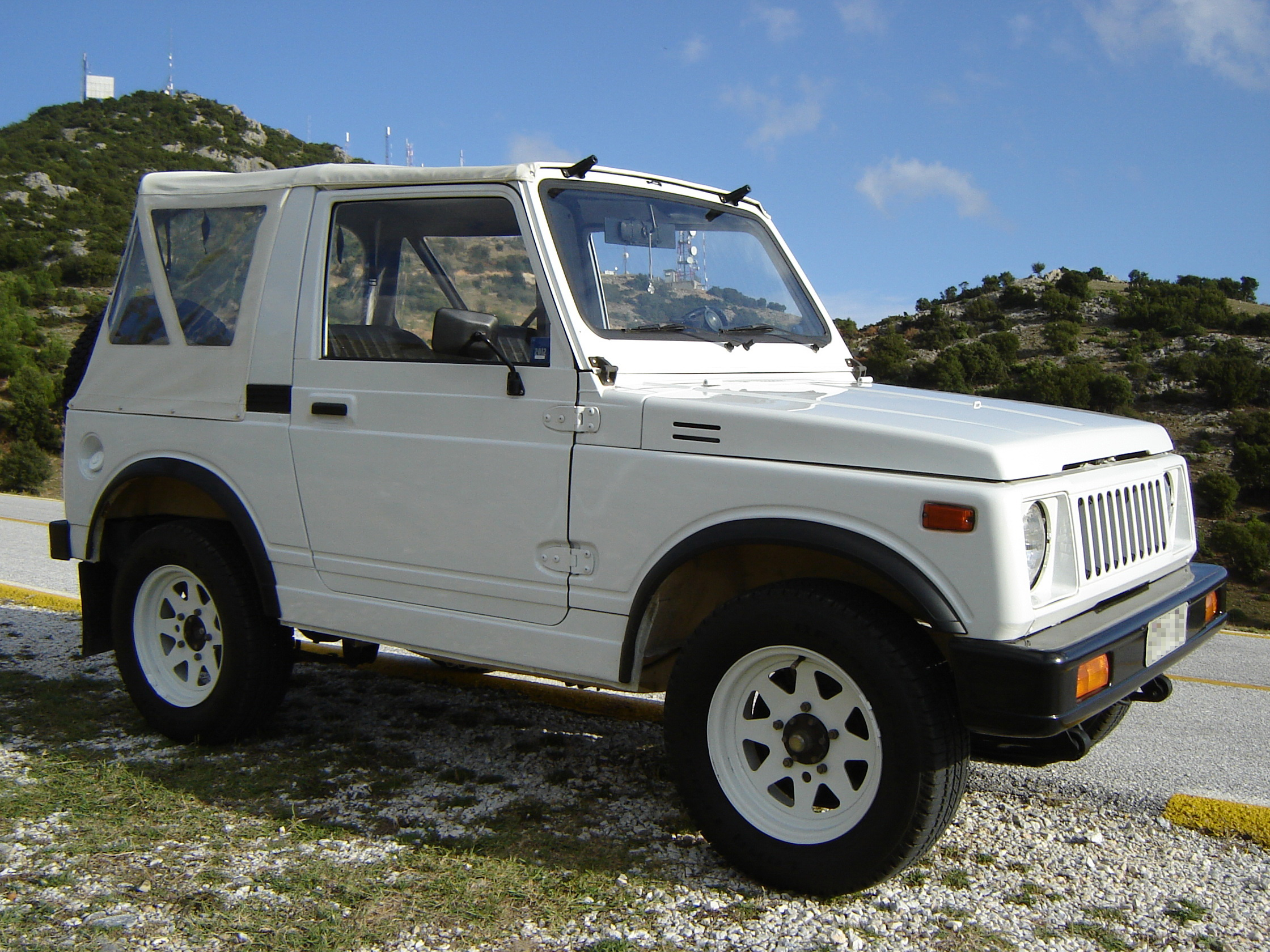
Suzuki SJ410 por delante
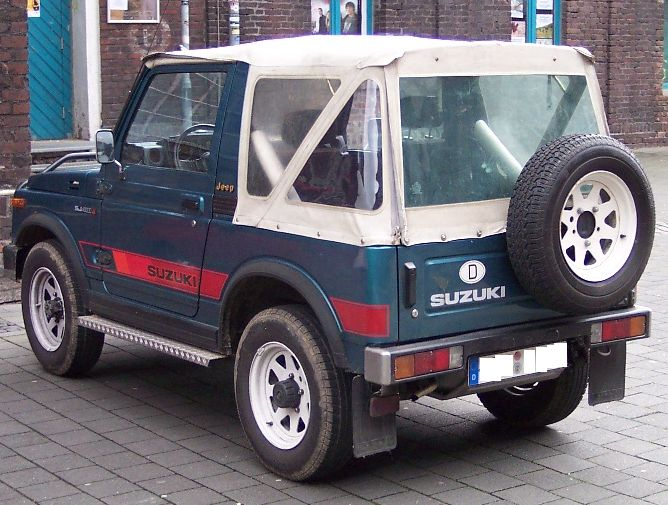
Suzuki SJ410 por detrás
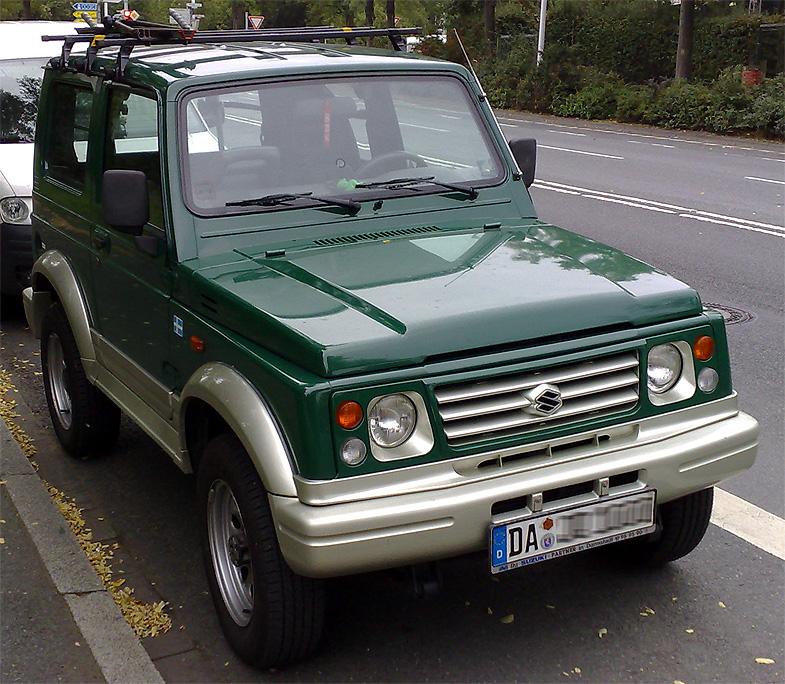
Santana Samurai

### Producción

#### En Colombia
Aparte de su ensamblaje en Colombia (basado en el Samurai de 1991) por GM-Colmotores, y el cual se vendía como "Chevrolet Samurai" con un motor 1.3 cc y 5 velocidades de origen Suzuki en versiones hard top, soft top (Convertible de lona/toldo), después techo alto y Long Body convertible (Lona/toldo).[cita requerida]
- Actualmente

En España fue construido desde 1985 hasta mediados de 2001 por la empresa española Santana Motor S.A.

### Motorizaciones
| Periodo                        | 1981-1988               | 1984-1991               | 1992-2001                       | 2001-2003             | 1998-2001             | 2001-2003             |                 |                 |                 |                 |                 |                 |                 |                 |                 |
| Identificación del motor       | F10A                    | G13A                    | G13BA                           | G13BB                 | PSA XUD9 SD           | Renault F8Q           |                 |                 |                 |                 |                 |                 |                 |                 |                 |
| Tipo de motor                  | L4 8v SOHC, carburación | L4 8v SOHC, carburación | L4 8v SOHC, inyección monopunto | L4 16v SOHC           | L4 8v SOHC, turbo     | L4 8v SOHC            |                 |                 |                 |                 |                 |                 |                 |                 |                 |
| Diámetro x carrera             | 65.5 mm × 72.0 mm       | 74.0 mm × 77.0 mm       | 74.0 mm × 75.5 mm               | 74.0 mm × 75.5 mm     | 83.0 mm × 88.0 mm     | 80.0 mm × 93.0 mm     |                 |                 |                 |                 |                 |                 |                 |                 |                 |
| Cilindrada                     | 970 cm³                 | 1324 cm³                | 1298 cm³                        | 1298 cm³              | 1905 cm³              | 1870 cm³              |                 |                 |                 |                 |                 |                 |                 |                 |                 |
| Relación de compresión         | -                       | 8.9: 1                  | 9.5: 1                          | 9.5: 1                | 21.8: 1               | 21.5:1                |                 |                 |                 |                 |                 |                 |                 |                 |                 |
| Potencia máxima: CV (kW) @ rpm | 45 CV (33 kW) @ 5550    | 63 CV (46 kW) @ 6000    | 69 CV (51 kW) @ 6000            | 80 CV (59 kW) @ 6000  | 63 CV (46 kW) @ 4300  | 64 CV (47 kW) @ 4500  |                 |                 |                 |                 |                 |                 |                 |                 |                 |
| Par máximo: Nm @ rpm           | 74 Nm @ 3000            | 100 Nm @ 3500           | 103 Nm @ 3500                   | 104 Nm @ 4500         | 135 Nm @ 2250         | 120 Nm @ 2000         |                 |                 |                 |                 |                 |                 |                 |                 |                 |
| Tracción                       | Trasera / Total         | Trasera / Total         | Trasera / Total                 | Trasera / Total       | Trasera / Total       | Trasera / Total       | Trasera / Total | Trasera / Total | Trasera / Total | Trasera / Total | Trasera / Total | Trasera / Total | Trasera / Total | Trasera / Total | Trasera / Total |
| Transmisión                    | Manual, 4 velocidades   | Manual, 5 velocidades   | Manual, 5 velocidades           | Manual, 5 velocidades | Manual, 5 velocidades | Manual, 5 velocidades |                 |                 |                 |                 |                 |                 |                 |                 |                 |
| Peso                           | 890 Kg                  | 886 Kg                  | 955 Kg                          | 960 Kg                | 1085 Kg               | 1040 Kg               |                 |                 |                 |                 |                 |                 |                 |                 |                 |
| Velocidad máxima               | 120 km/h                | 130 km/h                | 130 km/h                        | 130 km/h              | 130 km/h              | 130 km/h              |                 |                 |                 |                 |                 |                 |                 |                 |                 |
| Consumo combinado (L/100 km)   | -                       | 8.4                     | 8.5                             | 8.1                   | 7.8                   | 6.8                   |                 |                 |                 |                 |                 |                 |                 |                 |                 |

## Tercera generación (1998-2018)

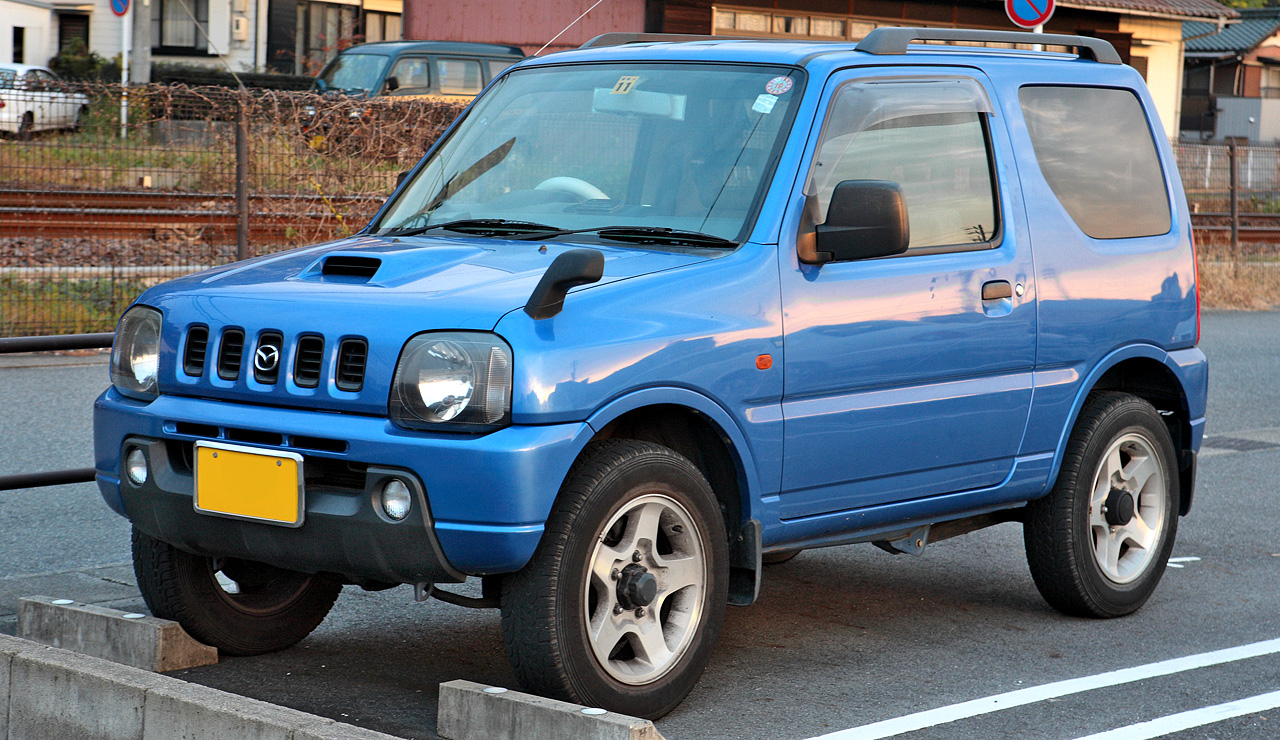
Mazda AZ-Offroad, basado en el Jimny JB23
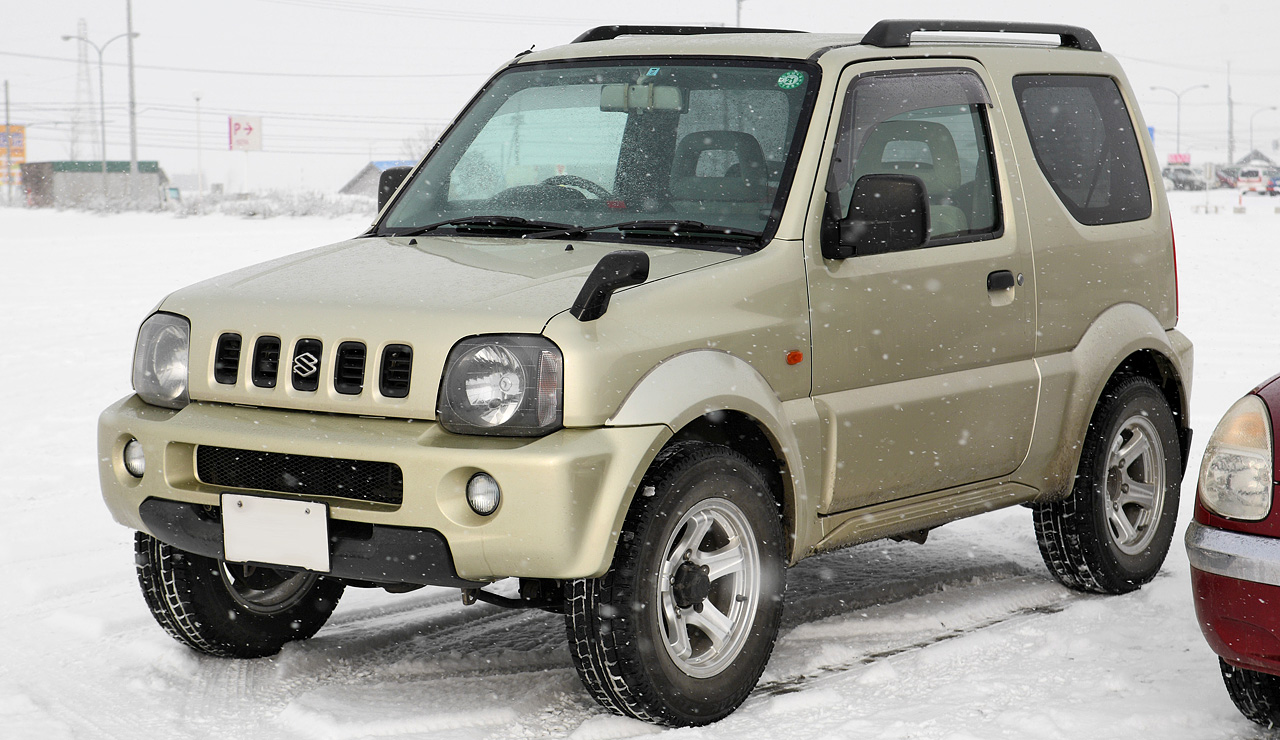
Suzuki Jimny 1998 - 2018
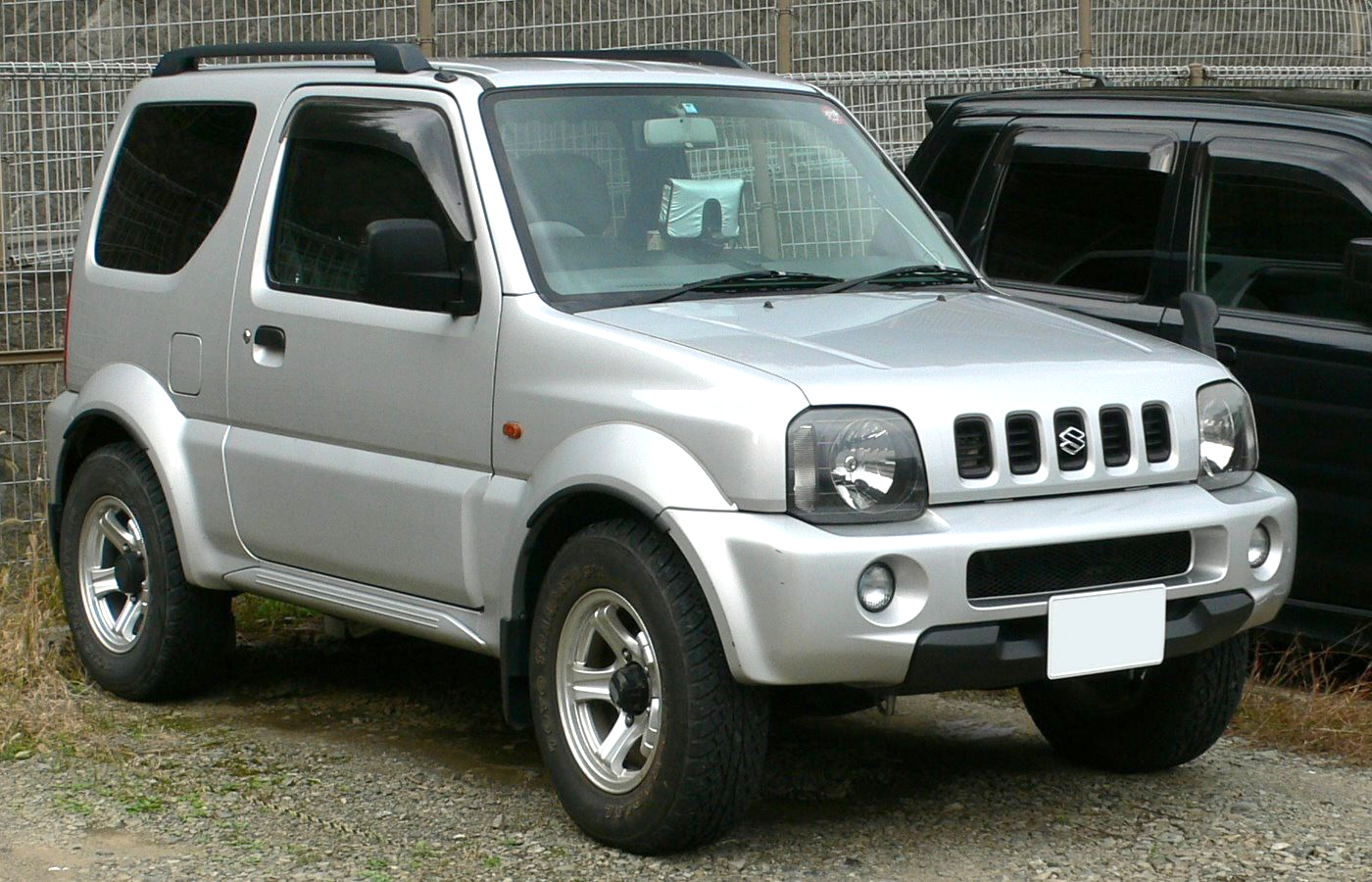
Modelo 1998

### Motorizaciones
| Periodo                        | 1998-2005             | 2001-2005             | 2006-2018              | 2004-2006                       | 2006-2012                                    |                 |                 |                 |                 |                 |                 |                 |                 |                 |                 |
| Identificación del motor       | G13BB                 | M13A                  | M13A                   | Renault K9K                     | Renault K9K                                  |                 |                 |                 |                 |                 |                 |                 |                 |                 |                 |
| Tipo de motor                  | L4 16v                | L4 16v                | L4 16v                 | L4 8v, inyección directa, turbo | L4 8v, inyección directa, turbo, intercooler |                 |                 |                 |                 |                 |                 |                 |                 |                 |                 |
| Diámetro x carrera             | 74.0 mm × 75.5 mm     | 78.0 mm × 69.5 mm     | 78.0 mm × 69.5 mm      | 76.0 mm × 80.5 mm               | 76.0 mm × 80.5 mm                            |                 |                 |                 |                 |                 |                 |                 |                 |                 |                 |
| Cilindrada                     | 1298 cm³              | 1328 cm³              | 1328 cm³               | 1461 cm³                        | 1461 cm³                                     |                 |                 |                 |                 |                 |                 |                 |                 |                 |                 |
| Relación de compresión         | 9.5: 1                | 9.5: 1                | 9.5: 1                 | 18.3: 1                         | 17.9: 1                                      |                 |                 |                 |                 |                 |                 |                 |                 |                 |                 |
| Potencia máxima: CV (kW) @ rpm | 80 CV (59 kW) @ 6000  | 82 CV (60 kW) @ 5500  | 85 CV (62.5 kW) @ 6000 | 65 CV (48 kW) @ 4000            | 86 CV (63 kW) @ 3750                         |                 |                 |                 |                 |                 |                 |                 |                 |                 |                 |
| Par máximo: Nm @ rpm           | 104 Nm @ 4500         | 110 Nm @ 4500         | 110 Nm @ 4100          | 160 Nm @ 2000                   | 200 Nm @ 1900                                |                 |                 |                 |                 |                 |                 |                 |                 |                 |                 |
| Tracción                       | Trasera / Total       | Trasera / Total       | Trasera / Total        | Trasera / Total                 | Trasera / Total                              | Trasera / Total | Trasera / Total | Trasera / Total | Trasera / Total | Trasera / Total | Trasera / Total | Trasera / Total | Trasera / Total | Trasera / Total | Trasera / Total |
| Transmisión                    | Manual, 5 velocidades | Manual, 5 velocidades | Manual, 5 velocidades  | Manual, 5 velocidades           | Manual, 5 velocidades                        |                 |                 |                 |                 |                 |                 |                 |                 |                 |                 |
| Peso                           | 1025 Kg               | 1045 Kg               | 1070 Kg                | 1215 Kg                         | 1155 Kg                                      |                 |                 |                 |                 |                 |                 |                 |                 |                 |                 |
| Velocidad máxima               | 140 km/h              | 140 km/h              | 140 km/h               | 140 km/h                        | 140 km/h                                     |                 |                 |                 |                 |                 |                 |                 |                 |                 |                 |
| Consumo combinado (L/100 km)   | 8.2                   | 7.8                   | 7.3                    | 6.1                             | 6.1                                          |                 |                 |                 |                 |                 |                 |                 |                 |                 |                 |

## Cuarta generación (2018-presente)

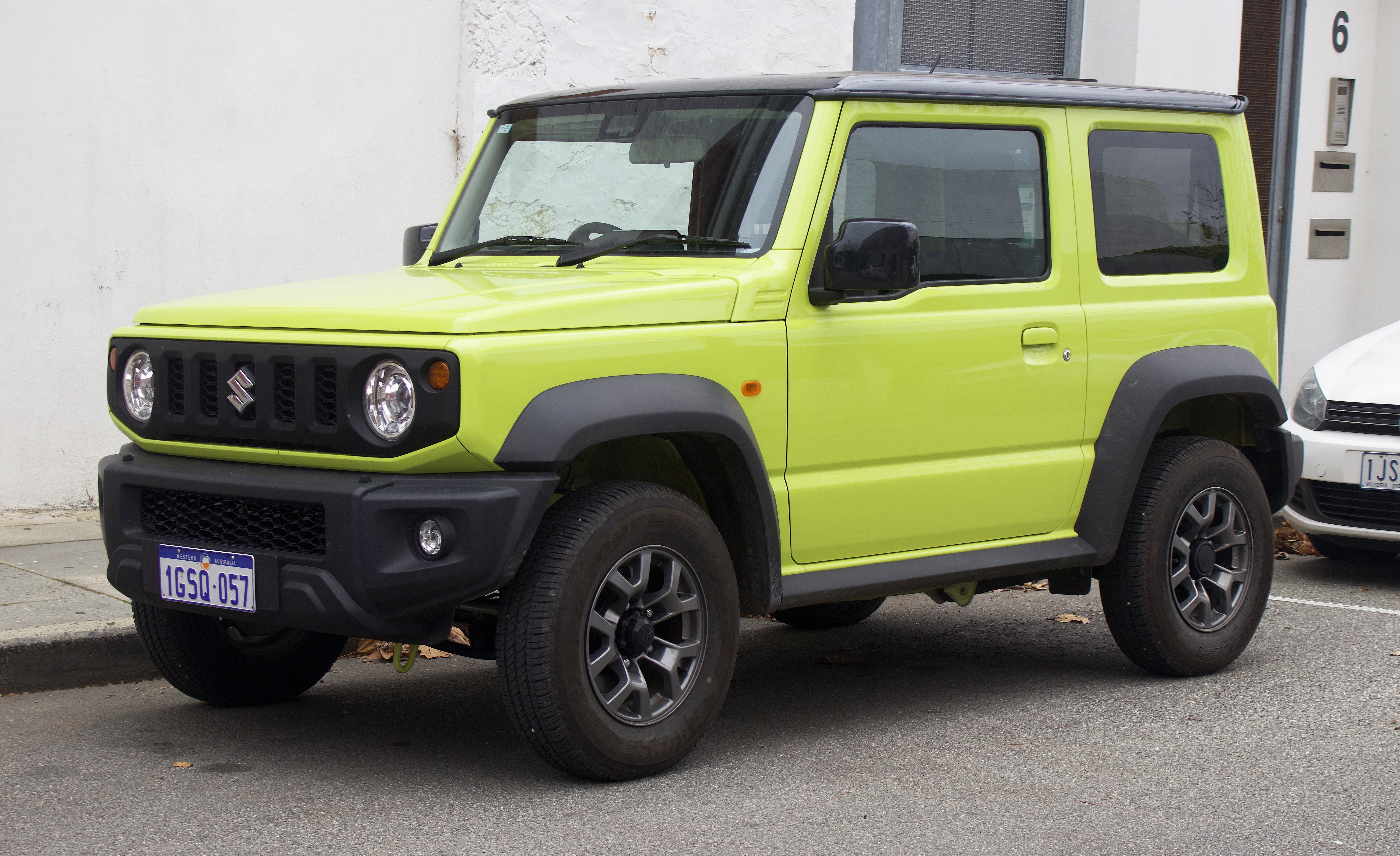
Modelo 2020

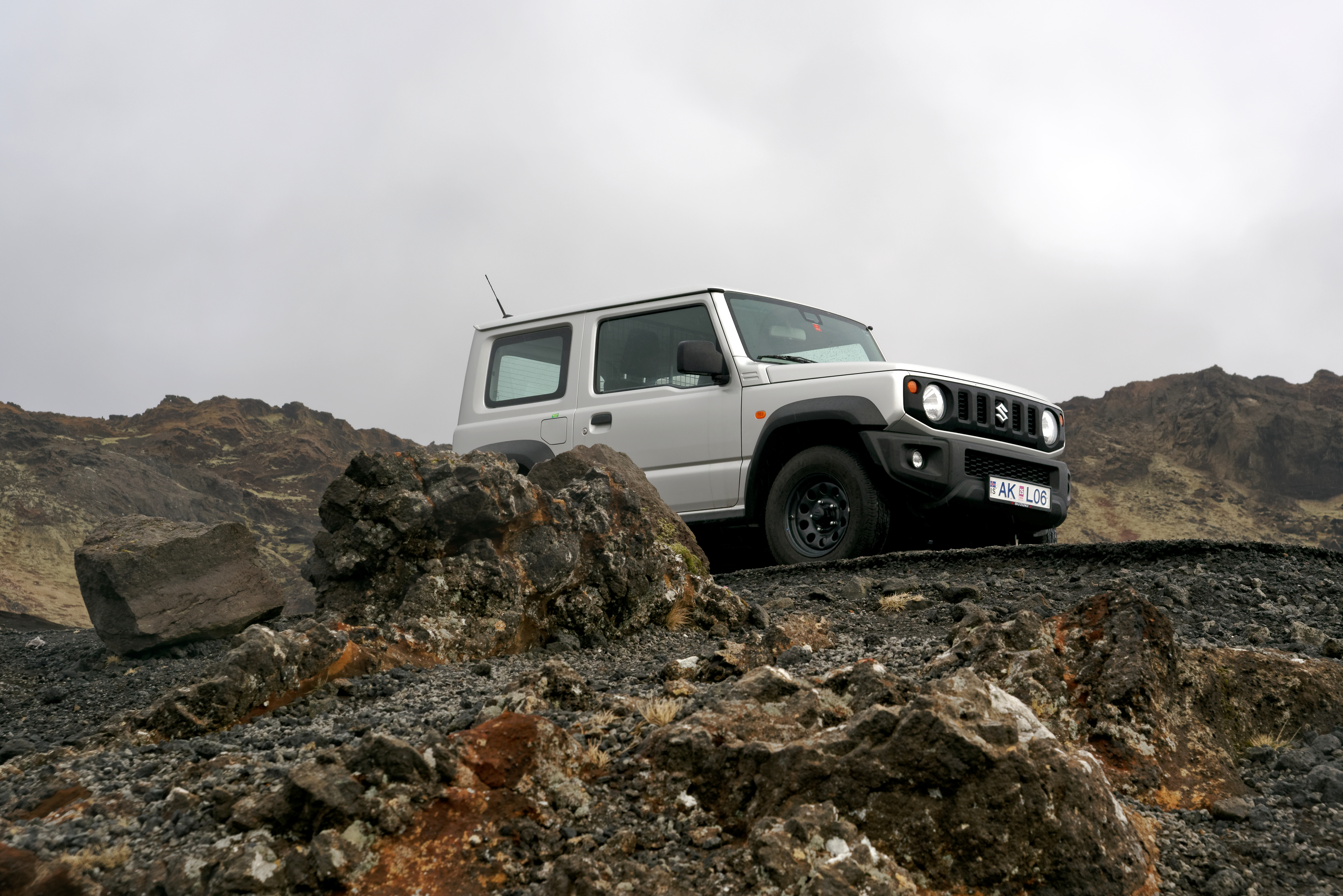
En Kleifarvatn, Islandia en 2023

### Seguridad
El Suzuki Jimny Sierra de cuarta generación en su configuración europea recibió 3 estrellas de Euro NCAP en 2018.[cita requerida]